# كريس أوينز (كرة سلة)
كريس أوينز (بالإنجليزية: Chris Owens)‏ مواليد 1 مارس 1979 في آكرون، هو لاعب كرة سلة أمريكي بدأ مسيرته الاحترافية في سنة 2002 حيث تم اختياره من قبل فريق ميلووكي باكز خلال الدرافت يلعب في دوري كرة السلة الوطني الأرجنتيني ويحمل الرقم 31. يبلغ طوله 6 قدم 8 بوصة (2.0 م).

## فرق لعب لها
- ميمفيس غريزليس
- نادي بانيونيس لكرة السلة
- ألبا برلين
- غلطة سراي لكرة السلة

## إحصائيات المسيرة
| السنة   | الفريق         | لعب | بدأ | دقيقة | ميداني% | ثلاثية | حرة | ارتداد | صنع | استلاب | تصدي | نقطة |
| ------- | -------------- | --- | --- | ----- | ------- | ------ | --- | ------ | --- | ------ | ---- | ---- |
| 2002–03 | ميمفيس غريزليس | 1   | 0   | 6.0   | .667    | .00    | .00 | 1.00   | 0.0 | 0.0    | 0.0  | 4.0  |

## روابط خارجية
- كريس أوينز على موقع إن بي أي (الإنجليزية)
- كريس أوينز على موقع سبورتس رفرنس (الإنجليزية)
- كريس أوينز على موقع الدوري الإسباني لكرة السلة (الإسبانية)
- كريس أوينز على موقع كرة السلة الأوروبية.كوم (الإنجليزية)
- كريس أوينز على موقع كلية كرة السلة في سبورتس رفرنس.كوم (الإنجليزية)
- كريس أوينز على موقع ريلجم (الإنجليزية)
- كريس أوينز على موقع بروبوليرز (الإنجليزية)
- كريس أوينز على موقع سبورتس رفرنس (الإنجليزية)